# Étang Bleu de Courbière
L'étang bleu est un lac d'origine glaciaire des Pyrénées françaises situé à l'ouest des communes de Gourbit et Rabat-les-Trois-Seigneurs dans le département de l'Ariège, en région Occitanie.

## Toponymie
Le qualificatif de bleu vient de la couleur du lac d'un bleu intense, dû à sa profondeur. On trouve de nombreux « lac Bleu » dans la région ainsi que des « lac Vert » ou « lac Noir ».

## Géographie

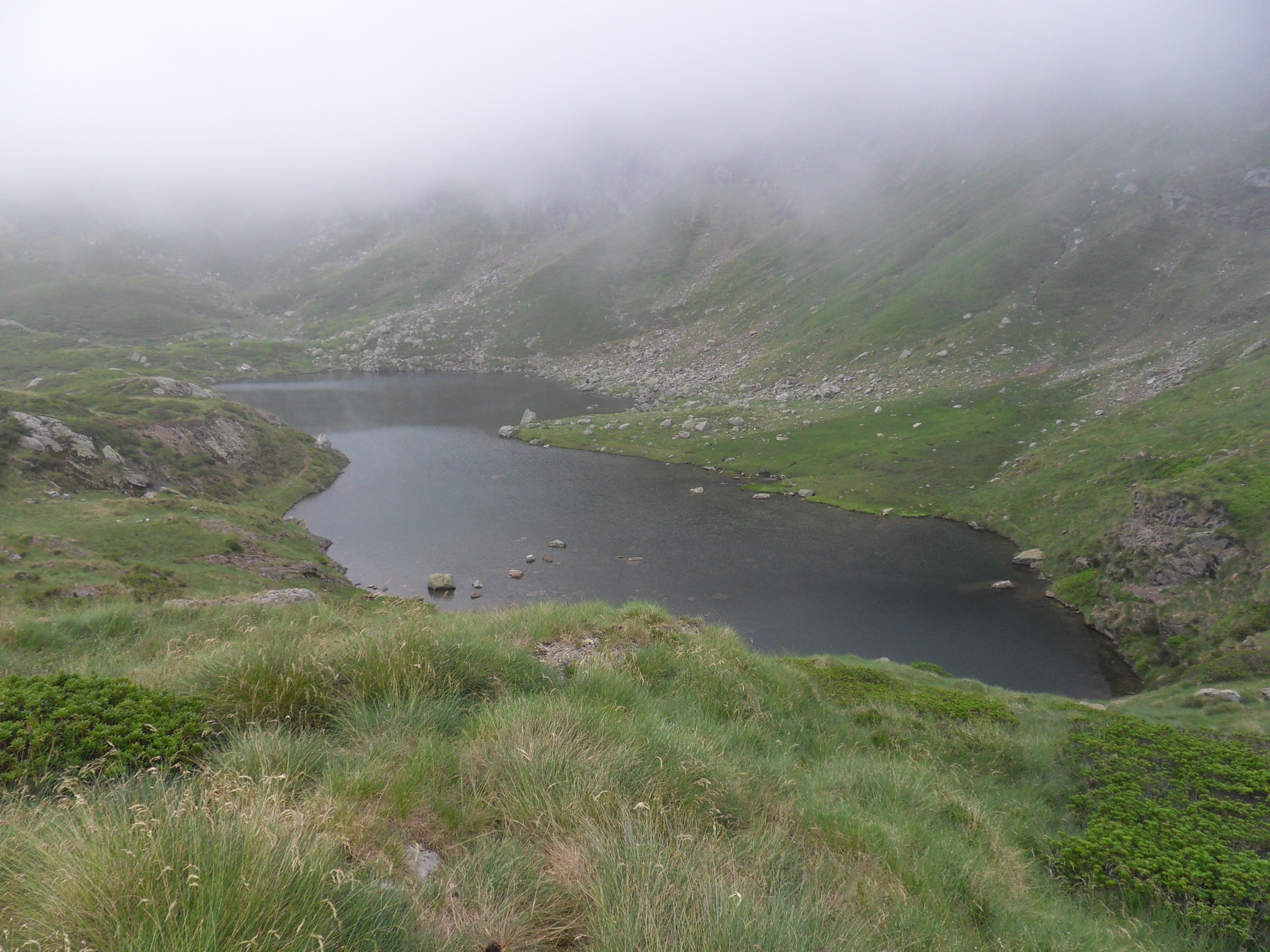
L'étang Bleu sous les contreforts est du pic de Peyroutet (2165 mètres).

En partie haute de la Courbière. l'étang se trouve à 1 765 m d'altitude au pied du versant est du pic de Peyroutet (2 165 mètres) et au sud-est du pic des Trois-Seigneurs.
L'étang est situé dans le périmètre du parc naturel régional des Pyrénées ariégeoises.

## Faune
Ce lac très accessible est un site prisé par les pêcheurs. On y observe truites fario et vairons.

## Voies d'accès

### Accès routier
Accès au départ de la randonnée pédestre : depuis Rabat-les-Trois-Seigneurs, par la D223, il faut emprunter la route goudronnée en direction du hameau de la Freyte jusqu'à son terme, situé au Pla-du-Ressec.

### Randonnée
Ce site est très fréquenté en été.